# 星野晶子
星野 晶子（ほしの あきこ〔本名：西岡 晶子〕、1936年4月11日 - ）は、東京都出身の日本の女優。身長153 cm。体重41 kg。血液型はB型。

## 来歴
目白学園高等学校卒業。幼少期からモダンバレエを習い、音羽ゆりかご会、児童劇団わかばなどに所属。高校卒業後、日活の第1期ニューフェースとなり、1954年に「青い海の下には」でデビューするが、2年後に病気のため退社する。

## 人物
特技は茶道、三味線、琴、日本舞踊、華道。
趣味はソシアルダンス、フォークダンス、ラウンドダンス、スクウェアダンス、音楽。
長所はお世話好きなところ。短所はだまされにのってしまうところ。

## 出演

### 映画
- 「森蘭丸」（1955年3月25日） - 楓 役[4]
- 「青春をわれらに」（1956年3月28日） - 受付の女子事務員 役[5]
- 「燃ゆる黒帯 花の高校生」（1956年7月5日） - 喫茶店の女 役
- 「花の運河」（1956年8月7日） - ゴルフハウスの事務員 役[6]
- 「逆光線」（1956年8月14日） - 子供会グループ 役[7]
- 「はだしのゲン涙の爆発」（1977年3月26日） - 国防婦人会員 役
- 「雨のめぐり逢い」（1977年5月21日） - 看護婦 役
- 「ふりむけば愛」（1978年7月22日） - 掃除婦 役
- 「ホワイト・ラブ」（1979年8月4日） - 眼鏡CM撮影現場で出演の女優 役
- 「真夜中の招待状」（1981年9月26日）
- 「ウォータームーン」（1989年12月16日）
- 「東京ゾンビ」（2005年12月10日）
- 「さくらん」（2007年3月31日） - 遣手 役
- 「呪怨 白い老女」（2009年6月27日） - 磯部ハル 役
- 「デンデラ」（2011年6月25日） - 山本シギ 役
- 「チチを撮りに」（2013年2月16日）
- 「高速ばぁば」（2013年7月27日） - 老婆化したアヤネ 役
- 「あやしい彼女」（2016年4月1日）
- 「風の色」（2018年1月26日）
- 「ミスミソウ」（2018年4月7日）
- 「ヘタクソで上手な絵」（2019年3月16日） - コトミ 役

### テレビドラマ

#### NHK
- 大河ドラマ「春日局」第20話（1989年5月21日） - お咲 役
- 「さよなら五つのカプチーノ」（1998年10月31日） - 染色教室先生 役
- 連続テレビ小説
  - 「私の青空」（2000年4月3日 - 9月30日）
  - 「瞳」第127話 - 第133話・第138話・第142話・第147話・第149話・第154話・第155話（2008年8月25日 - 9月1日・9月6日・9月11日・9月17日・9月19日・9月25日・9月26日） - 町田 役
  - 「あまちゃん」第154話・第155話（2013年9月26日・9月27日） - 大吉の母 役
- 「探偵Xからの挑戦状!」第3話（2009年4月15日）
- 天てれドラマ「よみきりっ!」第1話（2010年1月18日、NHK Eテレ）
- 「大河ファンタジー 精霊の守り人 悲しき破壊神」第2話・第3話（2017年1月28日・2月4日）

#### 日本テレビ
- 「熱中時代・刑事編」第10話（1979年6月9日） - 喫茶店の女主人 役
- 「あさひが丘の大統領」第26話（1980年5月21日）
- 火曜サスペンス劇場
  - 「重婚」（1983年2月1日） - 松浦文江 役
  - 「赤い記憶」（1985年2月26日）
  - 「非行少年 男と女の皮肉な再会!16年前の過去が少年を殺す」（1985年11月5日） - 主婦 役
  - 「遠ざかる声」（1987年8月18日）
  - 「逆転判決」（1989年5月2日）
  - 「サンタクロース殺人事件」（1990年12月25日）
  - 「加賀金沢殺人事件」（1991年8月13日） - 加賀ホテルの女将 役
- 「伝説のマダム」第6話（2003年5月19日）
- 「高校生レストラン」第4話（2011年5月28日） - 老婆 役
- 「Dr.倫太郎」第1話 - 第6話（2015年4月15日 - 5月20日）
- 金曜ロードSHOW!
  - 「天才バカボン〜家族の絆」（2016年3月11日） - オレオレ詐欺被害者 役
  - 「帰ってきた家売るオンナ」（2017年5月26日）
  - 「天才を育てた女房 世界が認めた数学者と妻の愛」（2018年2月23日）
- 「時をかける少女」第1話（2016年7月9日） - バス停のベンチで居眠りしている老女 役
- 「遺産相続弁護士 柿崎真一」第7話（2016年8月25日）
- 「過保護のカホコ」第2話（2017年7月19日）

#### TBS
- 「われは海の子」第17話（1976年8月27日）
- 「炎の河」（1978年7月24日 - 11月3日）
- 「野性の証明」（1979年1月6日 - 3月31日） - 島岡繁子 役
- 「噂の刑事トミーとマツ」第4話（1979年11月7日）
- 「2年B組仙八先生」（1981年4月17日 - 1982年3月26日） - 伊達仙八郎の母 役
- ザ・サスペンス
  - 「生きていた男」（1984年1月28日）
  - 「処女が見た」（1984年4月14日） - 行徳 役
- 「不良少女とよばれて」（1984年4月17日 - 9月25日） - 山吹麻里の母 役
- 「乳姉妹」第1話・第2話（1985年4月16日・4月23日）
- 「天使のアッパーカット」最終話（1986年10月14日）
- 土曜ドラマスペシャル「嫉妬のウェディングドレス」（1988年8月20日）
- 「過去を追う女」（1994年3月26日）
- 月曜ドラマスペシャル → 月曜ミステリー劇場 → 月曜ゴールデン
  - 「早乙女千春の添乗報告書」第1作（1995年2月20日） - 井上和枝 役
  - 「交通刑務所・刑務官」第1作（1995年5月29日）
  - 「ファミリー」（1999年7月19日）
  - 「棟居刑事シリーズ」第1作（2001年12月3日） - 料亭「くら満」女将 役
  - 「探偵・喜多嶋翔子の調査報告書」（2002年7月29日）
  - 「占い師みすず 事件は運命の彼方に」第2作（2007年5月21日） - 千景の友達 役
  - 「捜査指揮官 水城さや」第1作（2013年1月28日） - 鈴木幸子 役
  - 「財務捜査官 雨宮瑠璃子」第8作（2014年7月21日） - 大河原健一の顧客 役
- 「ヨイショの男」第8話（2002年6月9日） - 河上佐和子 役
- 「マイリトルシェフ」第9話（2002年9月4日） - レストラン経営の母 役
- 「LOVERS」（2003年1月3日）
- 「怪談新耳袋」（BS-i）
  - 「怪談新耳袋 第2シリーズ」第2話（2003年8月6日） - 山田の母親 役
  - 「怪談新耳袋 第4シリーズ」第45話（2005年4月12日）
  - 「怪談新耳袋 第5シリーズ」第98話（2006年7月5日） - 老婆 役
- 「H2〜君といた日々」第9話（2005年3月10日） - さくらの親族 役
- 「トリプル・キッチン」（2006年8月1日） - 佐藤ハツ 役
- 「恋する日曜日 ニュータイプ」第5話（2006年11月4日、BS-i） - 松原宣子 役
- 「いい女」第2話・第8話・第14話・第21話 - 第23話・第33話（2006年10月31日・11月8日・11月16日・11月27日 - 11月29日・12月13日） - 上原英子 役
- 「地獄の沙汰もヨメ次第」第3話（2007年7月19日） - 時子 役
- 「恋うたドラマSP」第3回（2009年9月29日） - おばあさん 役
- 「強行帰国〜忘れ去られた花嫁たち〜」（2012年10月1日）
- 「とんび」第7話（2013年2月24日）
- 「クロユリ団地〜序章〜」第10話（2013年6月11日） - 宮本多恵 役
- 「なるようになるさ。 シーズン1」第3話（2013年7月26日）
- 「名もなき毒」第10話・最終話（2013年9月9日・9月16日） - 外立幸恵 役
- 「ぶっせん」第8話（2013年9月10日） - 羽田野キク 役
- 「ナポレオンの村」第1話（2015年7月19日）
- 「表参道高校合唱部!」第6話（2015年8月21日）

#### フジテレビ
- 日曜ドラマハウス「3人の怒れる家族」 - 中年女 役
- 「江戸の旋風」
  - 「同心部屋御用帳 江戸の旋風II」第35話（1976年11月25日）
  - 「同心部屋御用帳 江戸の旋風 第4シリーズ」第23話（1979年4月26日）
  - 「同心部屋御用帳 新・江戸の旋風」第18話（1980年5月15日） - お定 役
- 「華うるし」（1977年8月1日 - 9月30日） - 中条静江 役
- 「瀬戸の花嫁」（1978年9月4日 - 10月27日）
- 平岩弓枝ドラマシリーズ「天の花地の星」（1981年4月15日）
- 「気になる天使たち」第8話（1981年6月1日）
- 「キューピットの旅立ち」（1982年9月15日）
- 「おりんさん」（1983年8月1日 - 9月30日）
- 「真夜中の匂い」第7話（1984年6月29日）
- 「走れ15才!はじめての旅立ち」（1984年10月10日）
- 「歳月」（1989年10月12日）
- 男と女のミステリー → 金曜エンタテイメント → 金曜プレステージ
  - 「明日咲く女」（1990年6月29日）
  - 「悪夢の封印」（1993年7月9日） - 中尾 役
  - 「浅見光彦シリーズ」
    - 第4作「津和野殺人事件」（1997年7月25日） - 木本レン 役
    - 第18作「しまなみ幻想 －愛媛・今治殺人事件－」（2004年3月19日） - 村上初代 役

  - 「黒田軟骨の女難」（2001年1月26日）
  - 「この冬の恋」（2002年2月1日）
  - 「みにくいアヒルの子 涙の再会スペシャル」（2003年4月11日）
  - 「ひみつな奥さん」第1作（2006年11月17日） - 宮田 役
  - 「警部補・佐々木丈太郎」第3作（2011年6月3日） - 老婆 役
  - 「山村美紗サスペンス 黒の滑走路」第1作（2012年1月13日） - 空港でお出迎えボードを持った老婆 役
  - 「所轄刑事」第9作（2014年8月29日） - 梢田威の知り合いのおばあちゃん 役
- 「素顔のままで」第1話（1992年4月13日） - 市村正子 役
- 「ハートにS」第17話（1995年8月7日）
- 「TOKYO23区の女」第9話（1996年5月31日）
- 「砂の城」最終話（1997年10月3日） - 人形教室先生 役
- 「憧れの人」（2001年9月25日）
- 「ギンザの恋」第1話（2002年1月7日）
- 「天体観測」第1話 - 第5話・第7話・第9話（2002年7月2日 - 7月30日・8月13日・8月27日） - 宮部聡美の姑 役
- 「プライベートウエディング・コンシェルジュ」（2004年9月7日、BSフジ） - 小野寺ゆかりの母 役
- 「愛のソレア」第1話・第2話・第4話 - 第6話・第9話・第10話・第13話・最終話（2004年9月27日・9月28日・9月30日 - 10月4日・10月7日・10月8日・10月14日・12月29日）
- 「西遊記」第7話（2006年2月20日）
- 「花ざかりの君たちへ〜イケメン♂パラダイス〜」最終話（2007年9月18日） - お婆ちゃん 役
- 「医龍-Team Medical Dragon-2」第2話（2007年10月18日）
- 「白と黒」（2008年6月30日 - 9月26日）
- 「婚カツ!」第3話（2009年5月4日） - サキ 役
- 「任侠ヘルパー」第1話 - 最終話（2009年7月9日 - 9月17日） - 武蔵 役
- 「新春東京ツアー どえりゃあ婆ちゃん探偵団〜湯けむりパラダイスの怪事件〜」（2011年1月4日） - 松原すま子  役
- 「BOSS 2ndシーズン」第7話（2011年6月2日） - 老夫婦 役
- 「天誅〜闇の仕置人〜」第5話（2014年2月21日）
- 「火の粉」第1話・第2話（2016年4月2日・4月9日） - 梶間曜子 役[8]
- ほんとにあった怖い話「コール」（2017年8月19日）[9]

#### テレビ朝日
- 「特捜最前線」第58話（1978年5月10日）
- 「天山先生本日も多忙」（1979年4月5日 - 9月27日） - さき 役
- 土曜ワイド劇場
  - 「歪んだ星座 受験戦争連続殺人」（1979年6月16日）
  - 「江戸川乱歩の美女シリーズ」
    - 第16作「白い乳房の美女」（1981年10月3日） - 野上姉妹の母 役
    - 第18作「化粧台の美女」（1982年4月3日） - 披露宴の介添人 役
    - 第20作「天使と悪魔の美女」（1983年1月1日） - 覗き部屋の女将 役
    - 第24作「妖しい傷あとの美女」（1985年3月9日） - 小山田家の家政婦 役

  - 「松本清張の溺れ谷」（1983年4月9日）
  - 「団地妻のさけび」（1983年7月23日）
  - 「愛人バンク殺人事件」（1984年2月11日）
  - 「松本清張の黒い樹海」（1986年1月4日）
  - 「探偵・神津恭介の殺人推理」
    - 第4作「初夜に消えた花嫁」（1986年3月1日）
    - 第6作「私は殺される」（1987年9月26日） - モーテルの従業員 役

  - 「瀬戸内ミステリー海流」（1990年7月14日）
  - 「大密室殺人事件」第2作（1991年9月14日） - 料亭女将 役
  - 「白樺湖逆転殺人」（1992年6月13日）
  - 「牟田刑事官事件ファイル」第17作（1992年10月10日）
  - 「殺意のバカンス」第1作（1993年11月6日） - 加奈子の母 役
  - 「作家 小日向鋭介の推理日記」第2作（1999年2月13日） - しのぶのファンの女性 役
  - 「殺人銀行」（2001年8月25日）
  - 「邪光」（2004年5月15日）
  - 「炎の警備隊長・五十嵐杜夫」第6作（2007年10月20日） - お婆ちゃん 役
  - 「ショカツの女 新宿西署 刑事課強行犯係」第3作（2009年4月18日） - 塩谷絹江 役
- 「爆走! ドーベルマン刑事」最終話（1980年10月27日）
- 「ザ・ハングマンII」第27話（1982年12月17日）
- 「ただいま絶好調!」第8話（1985年6月4日）
- 「ただいま満室」第1話・第3話・最終話（2000年10月14日・10月28日・12月16日） - 代議士夫人 役
- 「ダムド・ファイル シーズンIII」第5話（2004年2月6日）
- 「愛と死をみつめて」後編（2006年3月19日） - 村中芳子 役
- 「長男の結婚」（2008年2月3日） - 老婆 役
- 「7人の女弁護士 第2シリーズ」第7話（2008年5月22日） - 老女 役
- 「音女」第66話（2008年7月29日）
- 「秘密」第1話（2010年10月15日）
- 「相棒 season10」第10話（2012年1月1日） - 斉藤ミツ 役

#### テレビ東京
- 「大江戸捜査網 第3シリーズ」第219話（1978年1月21日）
- 女と愛とミステリー → 水曜ミステリー9
  - 「多摩南署たたき上げ刑事・近松丙吉」第1作（2002年9月15日） - 坂上 役
  - 「作家・如月祥子の事件ルポ」（2006年2月15日） - 老女 役
  - 「ドクター・ヨシカの犯罪カルテ」第1作（2006年5月24日） - 患者 役
  - 「介護ヘルパー紫雨子の事件簿」第2作（2013年9月4日） - 大野澄子 役
- 「 秘書のカガミ」第7話（2008年5月23日） - 斉藤かよ 役
- 「トラブルマン」第1話（2010年4月9日）
- 「勇者ヨシヒコと悪霊の鍵」第1話（2012年10月12日） - 老ムラサキ 役[10]
- 「孤独のグルメ」 Season5 第9話（2015年11月28日） - お母さん店員 役

#### WOWOW
- 「てやんでいBaby」第2話（2008年3月14日） - 老婆 役
- 「マークスの山」第1話・第3話・第4話（2010年10月17日・10月31日・11月7日）

### 特撮
- 「快傑ズバット」第15話（1977年5月11日、テレビ東京）
- 「大魔神カノン」第3話（2010年4月16日、テレビ東京）

### その他
- 「伊集院光のばんぐみ 映画を作ろう」（2007年12月10日 - 2009年3月26日、BSイレブン） - 50年後のヒロイン 役
- 「総合診療医ドクターG」（2014年4月4日、NHK）
- 「MOSAIC -CANADA-」第1回（2015年4月1日、WOWOW）
- 「ココロ部!」第3回（2015年5月15日、NHK Eテレ） - おばあちゃん 役